# Euxiphidiopsis trilobus
Euxiphidiopsis trilobus is een rechtvleugelig insect uit de familie sabelsprinkhanen (Tettigoniidae). De wetenschappelijke naam van deze soort is voor het eerst geldig gepubliceerd in 2011 door Shi, Bian & Chang als Paraxizicus trilobus.